# 2046 (filme)
2046 (bra: 2046 - Os Segredos do Amor; prt: 2046) é um filme teuto-sino-franco-ítalo-honconguês de 2004, dos gêneros ficção científica e drama romântico, dirigido e escrito por Wong Kar-Wai.
Oitavo longa-metragem da carreira de Kar-Wai, o filme levou quatro anos para ser concluído e é tido como o último filme de uma trilogia que teve antes "A Fei Zheng Chuan" ("Dias Selvagens", de 1991) e "Fa Yeung Nin Wa" ("Amor à Flor da Pele"/"Disponível para Amar", de 2000).
"2046" é a seqüência da vida amorosa do personagem Chow Mo-wan na década de sessenta em Hong Kong. O filme tem em sua narrativa alguns elementos da ficção científica, é falado em mandarim, japonês e cantonês e tem trilha sonora com canções em espanhol.[carece de fontes?]

## Elenco
- Tony Leung Chiu Wai como Chow Mo Wan
- Ziyi Zhang como Bai Ling
- Faye Wong como Wang Jing Wen e wjw1967, androide do trem que leva ao ano de 2046
- Gong Li como Su Li Zhen
- Takuya Kimura como Tak
- Carina Lau como Lulu/Mimi e um androide do trem que leva ao ano de 2046
- Maggie Cheung como SLZ 1960
- Chang Chen como CC 1966

## Sinopse
Mo Wan Chow (Tony Leung Chiu Wai) é um escritor e jornalista que se aloja no quarto 2046 de um hotel em Hong Kong, no qual ele começa a escrever um romance de ficção científica no futuro (no ano 2046), mas que lhe traz recordações passadas sobre sua própria vida amorosa. Em seu romance, um trem misterioso sempre parte para ano de 2046. Seus passageiros embarcam nele em busca de suas memórias perdidas. No mesmo trem, uma androide com sentimentos retardados não se dá conta de que ama um dos personagens até perceber que era tarde demais.

## Prêmios e indicações
Festival de Cannes (2004)
- Indicado
  - Palma de Ouro[7]

Outros
- Em novembro de 2004, o filme levou o prêmio de Melhor Direção de Arte e Melhor Filme no Golden Horse Film Festival (Taiwan).[carece de fontes?]
- Em março de 2005, o filme foi indicado a várias categorias[qual?] do Hong Kong Film Awards, vencendo seis categorias[qual?] - incluindo Melhor Ator (Tony Leung)[carece de fontes?], Melhor Atriz (Zhang Ziyi)[carece de fontes?], Melhor Direção de Arte[carece de fontes?] e Melhor Filme[carece de fontes?].